# Waldo trapezialis
Waldo trapezialis is een tweekleppigensoort uit de familie van de Lasaeidae. De wetenschappelijke naam van de soort is voor het eerst geldig gepubliceerd in 2002 door Zelaya.